# Sabicea klugii
Sabicea klugii är en måreväxtart som beskrevs av Paul Carpenter Standley. Sabicea klugii ingår i släktet Sabicea och familjen måreväxter. Inga underarter finns listade i Catalogue of Life.